# Leonora Milà i Romeu

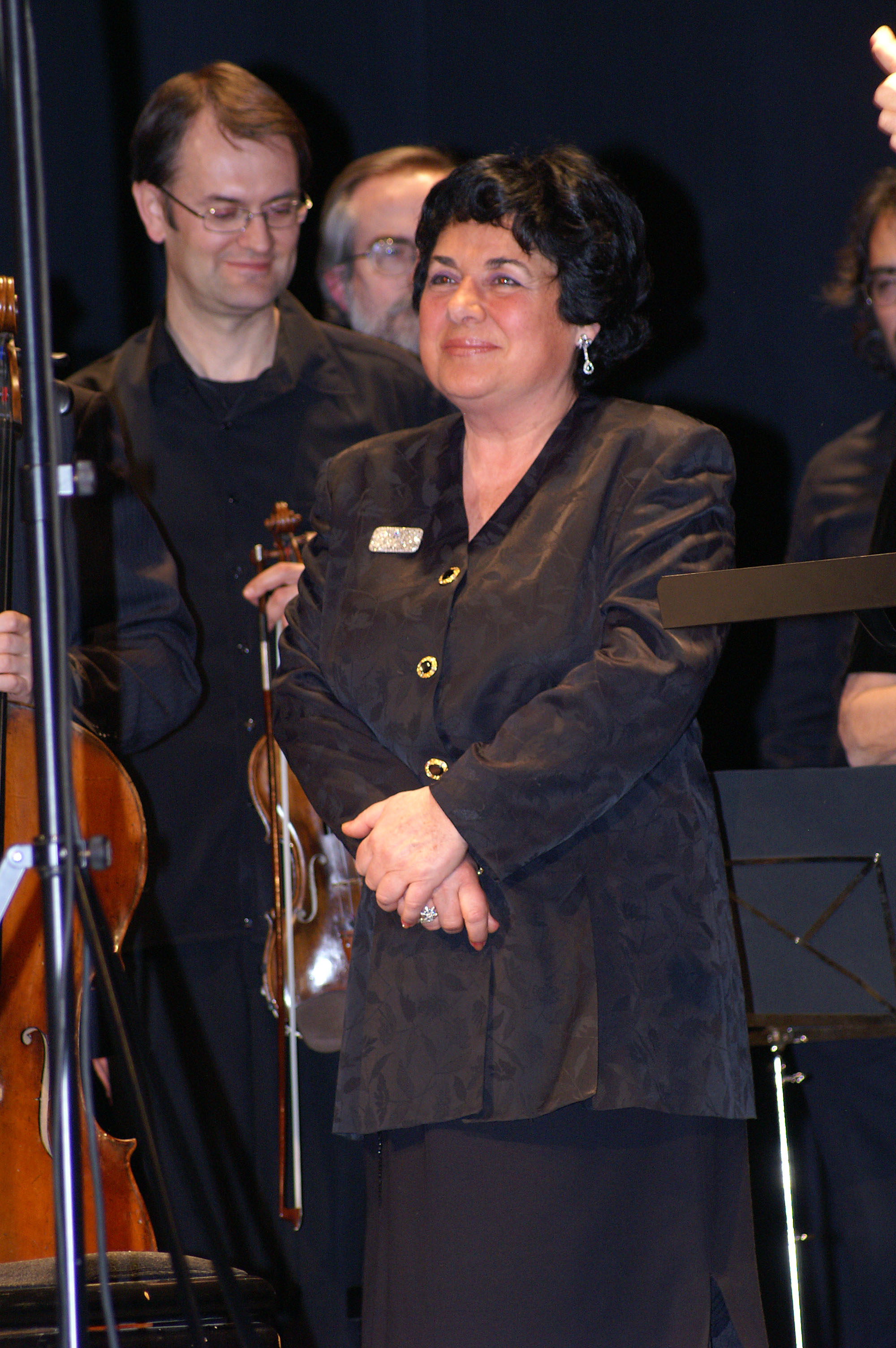
Leonora Milà (2006)

Leonora Milà i Romeu (Vilanova i la Geltrú, 13 de març de 1942 és una pianista i compositora catalana. Casada amb Joan Deltell i mare del periodista Bernat Deltell.

## Biografia
Neix en una família amb forts vincles amb el món de la música, ja que el seu pare, Josep Milà, va ser un destacat violoncel·lista de l'Orquestra Pau Casals i també de l'Orquestra del Gran Teatre del Liceu de Barcelona. Deixebla de la pedagoga Maria Canals, Leonora Milà rep el qualificatiu de "nena prodigi" gràcies als dos concerts que el 1949 ofereix al Palau de la Música Catalana, interpretant, amb només sis anys, obra pròpia i el concert per a piano i orquestra KV 488 de W. A. Mozart acompanyada per l'Orquestra Ciutat de Barcelona.
La carrera internacional de l'artista catalana s'inicia als dotze anys, quan actua en un programa de la BBC de Londres interpretant peces per a piano d'Enric Granados i Manuel de Falla. Aquesta actuació li obre les portes de la capital britànica, on torna un any més tard, el 1955, per actuar al Royal Albert Hall interpretant l'obra Noches en los jardines de España, del compositor Manuel de Falla, amb la London Philharmonic Orchestra i sota la batuta de Rudolph Dunbar.
Guanyadora del Concurs Internacional de Música Maria Canals de l'any 1966 i finalista del Concorso Internazionale Viotti (Vercelli, Itàlia), Leonora Milà compagina al llarg de la seva carrera professional el vessant d'intèrpret amb el de compositora. Llargues gires per Europa, Estats Units i Àsia l'han portada a ser la primera artista de l'estat que actua a la República Popular de la Xina (1979), en gravar un disc amb la China National Symphony Orchestra (1988) i en ser també la primera compositora que estrena un ballet a Sant Petersburg. Es tracta de Tirant lo Blanc, la famosa novel·la cavalleresca escrita per Joanot Martorell al segle xv que Leonora Milà transforma en partitura i el ballarí i coreògraf rus Iuri Petukhov en un ballet de dues hores. Per a aquesta obra Milà rep el Premi Internacional de la Cultura Catalana en la XXIV edició dels Premis Octubre de València de 1995. Posteriorment, Tirant lo Blanc s'estrena al Gran Teatre del Liceu, el 1996, amb la companyia Sant Petersburg State Ballet. El director de cinema Antoni Ribas és l'encarregat de filmar aquest ballet que s'emet per Televisió Espanyola i s'edita també en format DVD per a la seva comercialització.
D'entre l'extensa obra escrita per Leonora Milà, formada per més de 100 partitures, destaquen els seus quatre concerts per a piano i orquestra, l'exitós CD d'havaneres per a piano, les cançons per a veu i piano basades en textos de poetes com Johann Wolfgang von Goethe, Salvador Espriu i Joan Maragall, i dos ballets breus titulats Pintor Lee i Drame a trois gravats per la Sant Petersburg State Symphony Orchestra of Mussorgski Theatre.
Leonora Milà té més d'una trentena de discos publicats, ja sigui com a solista o acompanyada d'orquestres de renom internacional, amb un repertori basat en obres de grans compositors europeus, com ara Maurice Ravel, Claude Debussy, Ludwig van Beethoven, Robert Schumann i Felix Mendelssohn. Destaca la seva versió de l'obra Das Wohltemperierte Klavier, de J. S. Bach, que la crítica especialitzada considera "de referència", i les interpretacions al piano dels compositors clàssics espanyols Manuel de Falla, Enric Granados, Isaac Albéniz i Joaquín Turina, que li han valgut el reconeixement unànime del públic.
Les obres de Leonora Milà estan editades i distribuïdes per International Music Company (Nova York) i DINSIC Publicacions Musicals (Barcelona)
El 2018 va rebre la Creu de Sant Jordi "per una valuosa carrera d'èxit internacional en el món de la música que ha contribuït a la projecció de la cultura catalana".

## Obra compositiva
- L'amada (1976). Lletra: Rossend Llates
- Aniversari (1985)
- Ballet de Tirant lo Blanc (ed. 1991)
- Cançó de la mort callada (1992). Lletra: Salvador Espriu
- Cançó sense paraules, op. 104 (2009)
- Cançons per a veu i piano integral (ed. 2011)
- Cinc obres catalanes (ed. 1981). Conté: Rondó brillant núm. 1, op. 18; Rondó brillant núm. 2, op. 20; Equitant, op. 42; Toccata núm. 1, op. 32; Imatges de la Cort del Rei Berenguer IV de Catalunya, op. 39; Nocturn núm. 1, op. 23)
- Dues cançons alemanyes, op. 44. Conté: Goethe III i IV (ed. 1985)
- Carnaval, op. 43, per a piano (ed. 1985)
- 16 Composiciones (ed. 1949?). Conté: Mi primera canción; Joguina; Canción eslava; Primavera; Maria Neus; In crescendo; Farigola; Meditación; El jardí del poeta; A la meva mareta; Canción española; Matinada (lletra: J.M. Ricart Forment); La pu-put; Platero; Convalescencia; La cabreta
- Concert de piano per a la ma esquerra i orquestra cambra, op. 46, núm. 3 (ed. 2022)
- Concert per a piano i orquestra núm. 4, op.105 (ed. 2013)
- Elegia (1985)
- Epigramm No. 99 (1983)
- Epigramm No. 101 (1985)
- Epigramm No. 102 (1985)
- Estances (1975)
- Estudi núm. 1, op. 47, per a flauta sola (ed. 1985)
- Havaneres, op. 48 i 52-60 (ed. 2014)
- Dues havaneres (ed. 2010). Conté: Havanera, op. 55, núm. 5; Llunyania, op. 55, núm. 6
- Nocturn núm. 32, op. 23, (ed. 2022)
- Perdó, celeste verge (1983). Lletra: Manuel de Cabanyes
- Quatre estudis per a piano sol, op. 45 (ed. 1985)
- ¿Qui ets tu? ¿Qui sóc jo? (1976). Lletra: Rossend Llates
- Record (1985)
- Römische Elegie Nr. 3 (1983)
- Una rosa (1985)
- Les roses franques (1983). Lletra: Joan Maragall
- Símbols (1984). Lletra: Francesc Molas
- Somni (1976)
- Dues sonates (ed. 2015). Conté: Sonata per a piano 1, op. 15; Sonata per a piano 2, op. 106, dedicada al seu fill, Bernat Deltell
- Woyzeck und Marie, op. 49 (ed. 1989). Òpera en dos actes basada en el text en adaptació lliure de Georg Büchner

## Arranjaments
- Temps de matinada per a orquestra, d'Eduard Toldrà (ed. 2014)

## Discografia seleccionada
- Piano concertos (Maurice Ravel. 1973)
- Homenaje a Manuel de Falla (1976)
- Carnaval (Robert Schumann. 1978)
- Piano Works (C. Debussy, L. Milà. 1981)
- Das Wohltemperierte Klavier (J. S. Bach. 1983)
- Música espanyola per a piano i orquestra (Falla, Milà, Turina i Guridi. 1986)
- Spanish Music (Falla, Turina, Guridi, Milà. 1986)
- Triple Concerto (L. van Beethoven. 1990)
- Tirant lo Blanc Ballet (L. Milà. 1992)
- Habaneras for piano (L. Milà. 1992)
- Piano works (Manuel de Falla i Enric Granados. 1994)
- Inventionen und Sinfonien (J. S. Bach. 1996)
- Music for two choreographies (L. Milà. 2000)
- Milà plays Falla (Manuel de Falla. 2009)
- Havaneres. Vilanova i la Geltrú: El Far Blau, cop. 2009
- Piano Works (Schumann & Mendelssohn. 2013)